# Filles de la miséricorde franciscaine
Ne doit pas être confondu avec Franciscaines filles de la Miséricorde.
Les filles de la miséricorde franciscaine (en latin : Congregationis Filiarum a Misericordia T.O.R) sont une congrégation religieuse féminine enseignante et hospitalière de droit pontifical.

## Historique
En 1906, Joseph Marčelić, évêque de Raguse di Dalmazia (Croatie) fait venir à Blato sur l'île de Korčula, une communauté de servantes de la Charité pour gérer l'école féminine locale. En raison du déclenchement de la Première Guerre mondiale, les religieuses abandonnent l'île et l'évêque confie à Marie Petković (1892-1966) la mission d'organiser une nouvelle communauté religieuse pour continuer le travail des servantes. La congrégation est approuvée par l'évêque de Raguse le 18 février 1929, elle se répand rapidement et, en 1936, ouvert des succursales en Amérique du Sud, où la Mère Petković reste entre 1940 et 1952. 
L'institut est agrégé à l'ordre des frères mineurs le 26 janvier 1928, il reçoit le décret de louange le 26 juin 1944 et ses constitutions religieuses sont définitivement approuvées par le Saint-Siège le 6 décembre 1956. 

## Activités et diffusion
Les filles de la Miséricorde se consacrent à l'enseignement, aux soins des orphelins et des malades.
Elles sont présentes en : 
- Europe : Croatie, Serbie, Bosnie-Herzégovine, Slovénie, Roumanie, Allemagne, Italie.
- Amérique : Argentine, Canada, Chili, Paraguay, Pérou, Uruguay.

La maison généralice est à Rome. 
En 2013, la congrégation comptait 358 sœurs dans 55 maisons.